# Штойбен, Куно фон
Куно фон Штойбен (нем. Kuno Arndt von Steuben; 9 апреля 1855, Айзенах — 14 января 1935, Берлин) — германский военный деятель, генерал пехоты (1914), участник Первой мировой войны.

## Биография
Куно родился в дворянской семье, и был старшим из восьми детей генерал-майора Арндта фон Штойбена. Также его предком являлся Фридрих Вильгельм фон Штойбен. В 1868 году Куно Штойбен поступил в Ораниенштейнский кадетский корпус, а в 1871 году в Военную академию.
23 апреля 1874 года поступил на службу в германскую армию в 39-й фузилерный полк. С 14 сентября 1900 года становится преподавателем в офицерской школе. В 1902 году назначается начальником отдела в Большом генеральном штабе германской армии. С апреля 1908 года обер-квартирмейстер Большого Генштаба. Куно фон Штойбен являлся одним из ближайших помощников начальника Генерального штаба немецкой армии Хельмута фон Мольтке. 4 сентября 1913 года назначен начальником Военной академии. После начала Первой мировой войны был переведен в действующую армию.
2 августа 1914 года Куно фон Штойбен становится командующим 18-го резервного корпуса, во главе которого участвует в боях на Западном фронте. Особо отличился при ведении боевых действий в Шампани в 1915 году, за что 13 октября 1915 года награждён орденом Pour le Merite. Также во главе своего корпуса участвует в Верденском сражении в 1916 году. 5 июня 1917 года Куно фон Штойбен назначается командующим 11-й армией в Македонии. В подчинении Штойбена находились лишь малые германские подразделения, а вся армия состояла практически из болгарских войск.
Командующий германскими войсками на Балканах Фридрих фон Шольц высоко ценил Штойбена, отмечая его спокойное и разумное управление войсками в оборонительных и наступательных боях. Под руководством Куно фон Штойбена германские подразделения после поражения при Добро Поле и прорыва войсками Антанты фронта, произошло умелое отступление германских войск с Балкан к Дунаю. После окончания Первой мировой войны 31 января 1919 года генерал пехоты Куно фон Штойбен вышел в отставку.
Умер в 1935 году в Берлине, похоронен на Инвалиденфридхоф.

## Награды
- Королевский орден Дома Гогенцоллернов рыцарский крест (11 сентября 1907) (Королевство Пруссия)
- Орден Красного орла 2-го класса со звездой и дубовыми листьями (12 января 1913) (Королевство Пруссия)
- Орден Короны 1-го класса (18 января 1914) (Королевство Пруссия)
- Орден «Pour le Merite» (13 октября 1915) (Королевство Пруссия)
- Крест «За выслугу лет» (за 25 лет беспорочной службы) (Королевство Пруссия)
- Орден Церингенского льва командорский крест 2-го класса (Великое герцогство Баден)
- Орден «За военные заслуги» 2-го класса (Королевство Бавария)
- Орден Вендской короны рыцарский крест (Великое герцогство Мекленбург-Шверин)
- Орден Грифона командорский крест (Великое герцогство Мекленбург-Шверин)
- Орден Альбрехта командорский крест 2-го класса (Королевство Саксония)
- Орден Вюртембергской короны командорский крест (Королевство Вюртемберг)
- Орден Князя Даниила I командорский крест (Королевство Черногория)
- Орден Железной короны 2-го класса (Австро-Венгрия)